# Hypsignathus monstrosus
El murciélago frugívoro de cabeza de martillo (Hypsignathus monstrosus) es una especie de murciélago megaquiróptero de la familia Pteropodidae. Es la única especie de su género y el mayor murciélago de África.

## Morfología
Presenta un marcado dimorfismo sexual, tanto en tamaño como en características faciales. El macho puede llegar a doblar el tamaño de la hembra y tiene el hocico grueso en forma de martillo, con enormes lábios colgantes, fruncidos alrededor de la nariz y un morro arrugado con una barba partida y sin pelo; la hembra tiene la cabeza similar a la de un zorro volador. El pelaje es marrón oscuro con un collar de color blanco de hombro a hombro. Puede medir de 170 a 285 mm y pesar entre 218 y 450 gramos.

## Distribución y hábitat
El área de distribución del murciélago de cabeza de martillo comprende desde Sierra Leona hasta Kenia occidental, llegando por el sur a Angola y Zambia, su posible distribución en Etiopía y Gambia es dudosa.
Se encuentra en diversos hábitats, incluyendo manglares, pluviselvas, selvas pantanosas, palmerales, y más raramente en la sabana húmeda.

## Comportamiento

### Reproducción
La época de cría tiene lugar durante la estación húmeda, cuando los machos se reúnen por la noche en grupos (lek) de 20 a 135 murciélagos, e intentan atraer a las hembras con fuertes vocalizaciones. Los machos tienen un par de sacos aéreos faríngeos hinchables, y una laringe de gran tamaño que llena la mayor parte del tórax, empujando hacia los costados y hacia atrás el corazón y los pulmones. Es uno de los megaquirópteros más ruidosos y su voz es como un continuo graznar y croar. Las hembras habitualmente paren una cría, excepcionalmente dos. Los machos alcanzan la madurez sexual a partir de los 18 meses y las hembras a los 6, ambos sexos son difíciles de diferenciar externamente hasta los 12 meses, cuando los machos han desarrollado sus características faciales dimórficas.

### Alimentación
Su dieta se compone fundamentalmente de higos y otras frutas. Sin embargo, también se ha registrado que captura y se alimenta normalmente de aves, incluidas las domésticas y de carroña.

## Estado de conservación
Esta especie de murciélago está amenazada localmente por la destrucción de su hábitat y por la caza para consumo humano.